# سندرم خلال‌دندان تکیه‌داده
سندرم خلال‌دندان تکیه‌داده (به انگلیسی: Leaning toothpick syndrome یا LTS) اصطلاحی در برنامه‌نویسی است و به حالتی اشاره دارد که در یک عبارت باقاعده لازم می‌شود برای گریز از کج‌خط‌ها (/)، از چند نویسهٔ گریز واکج‌خط (\) استفاده شود. خواندن چنین عبارت‌هایی دشوار است و احتمال خطای برنامه‌نویس را افزایش می‌دهد. کنار هم قرارگرفتن این نویسه‌ها باعث می‌شود عبارت‌های باقاعدهٔ پیچیده، به شکل خلال‌دندان‌هایی به نظر برسند که در میان نویسه‌های دیگر ریخته شده‌اند.
این اتفاق ممکن است در مورد مشخص‌کردن مسیرها در ویندوز نیز رخ دهد؛ اما با توجه به اینکه ویندوز اجازهٔ استفاده از حائل «/» به جای «\» را در مسیرهای خود می‌دهد (به سبک یونیکس)، امکان دور زدن این مشکل وجود دارد.

## مثال‌ها
بسیاری زبان‌های برنامه‌نویسی روش‌هایی برای غلبه بر این مشکل دارند.

### پرل
در پرل با استفاده از نمادگذاری qq|عبارت باقاعده| می‌توان به مفسر فهماند که باید نویسه‌های داخل رشته را به صورت حرف و بدون نیاز به نویسهٔ گریز واکج‌خط بپذیرد. به طور مثال عبارت باقاعدهٔ:
```
 m{ftp://[^/]*/pub/}
 m#ftp://[^/]*/pub/#
 m!ftp://[^/]*/pub/!
```

معادل است با:
```
  m/ftp:\/\/[^\/]*\/pub\//
```

### سی‌شارپ
در سی‌شارپ مشکل سندرم خلال‌دندان تکیه‌داده با استفاده از نماد «@» قابل حل است:
```
 
string
 
filePath
 
=
 
@"C:\Foo\Bar.txt"

```

معادل است با:
```
 
string
 
filePath
 
=
 
"C:\\Foo\\Bar.txt"

```

### سی‌پلاس‌پلاس
در استاندارد C++11، رشتهٔ خام به صورت زیر قابل تعریف است:
```
 
std
::
string
 
filePath
 
=
 
R
"
(
C:\Foo\Bar.txt
)
"
;

```

در صورتی که نیاز به استفاده از یکی از نویسه‌های )" در داخل رشته باشد، می‌توان از یک نویسهٔ حائل دلخواه (مانند d در مثال زیر) استفاده کرد.
```
 
std
::
regex
 
re
{
 
R
"
d(
s/"\([^"]*\)"/'\1'/g
)d
"
 
};

```

### پایتون
در پایتون می‌توان نوشت:
```
  
filePath
 
=
 
r
"C:\Foo\Bar.txt"

```

و یا:
```
  
example
 
=
 
"""First line : "C:\Foo\Bar.txt"

  Second line : nothing"""

```

### اسکالا
اسکالا امکان استفاده از «'''» را می‌دهد:
```
 
val
 
filePath
 
=
 
"""C:\Foo\Bar.txt"""

 
val
 
pubPattern
 
=
 
"""ftp://[^/]*/pub/"""
r

```

که رشتهٔ داخل آن می‌تواند چندخطی نیز باشد:
```
 
val
 
text
 
=
 
"""First line,

 second line."""

```

### سِد
در سد می‌توان از «,» به عنوان حائل عبارت باقاعده استفاده کرد:
```
 s,ftp://[^/]*/pub/,foo,
```

معادل می‌شود با:
```
 s/ftp:\/\/[^\/]*\/pub\//foo/
```